# Джон Гавлічек
Джон Джей Гавлічек (англ. John J. Havlicek; 8 квітня 1940, Мартінс-Феррі, Огайо, США — 25 квітня 2019, Джюпітер, Флорида, США) — американський професійний баскетболіст, один з найкращих гравців в історії НБА.

## Коротка біографія

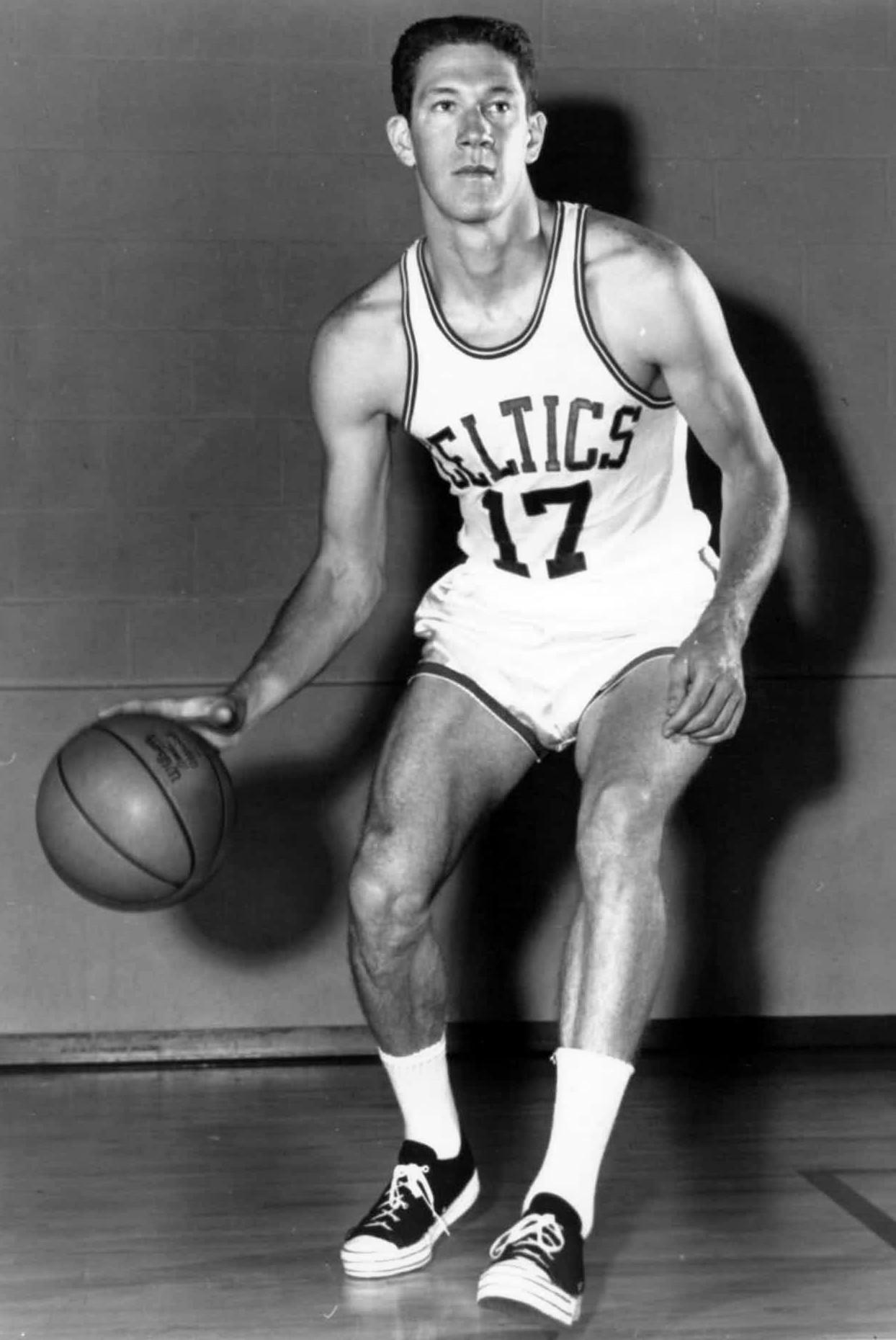
Джон Гавлічек у 1960-х роках

Джон був сином чехословацьких іммігрантів, навчався в університеті штату Огайо, де захоплювався баскетболом та американським футболом. 1960 року з командою університету він став чемпіоном NCAA з баскетболу, а в 1961 — чемпіоном з американського футболу. 1962 року він був задрафтований одразу в 2 професійні спортивні ліги — НФЛ та НБА. У футбольну лігу його вибрали у сьомому раунді «Клівленд Браунс», а у баскетбольну — у першому раунді «Бостон Селтікс». Гавлічек обрав баскетбол і не помилився. Хоча, спочатку він не був гравцем основного складу «кельтів», зате довів свою цінність для команди граючи «шостим номером». Тільки-но приєднавшись до «Селтікс» у 1962, Джон виграв з командою чотири чемпіонські титули поспіль. Загалом, Гавлічек здобув 8 чемпіонських перснів, і за цим показником поступається лише своїм одноклубникам Біллу Расселу(11) та Сему Джонсу(10). Гавлічек був фізично та емоційно сильним, універсальним гравцем, граючи як на позиції форварда, так і захисника. Після відходу на пенсію Сема Джонса та Білла Рассела, «Гондо» відіграє все більшу роль у «Селтікс». Вже як лідер «кельтів», Гавлічек приводить свою команду до чемпіонства у сезоні 1973—1974, ставши найціннішим гравцем фінальної серії проти «Мілвокі Бакс». Потім було його останнє чемпіонство у сезоні 1975—1976, а сезон 1977—1978 став фінальним акордом для «Гондо».

## Нагороди та досягнення
- 8-разовий чемпіон НБА (1963—1966, 1968—1969, 1974, 1976)
- Найцінніший гравець фіналу НБА (NBA Finals MVP) — 1974
- 13-разовий учасник Матчу всіх зірок НБА (1966—1978)
- 1-ша збірна всіх зірок НБА (All-NBA First Team — 1971—1974)
- 2-га збірна всіх зірок НБА (All-NBA Second Team — 1964, 1966, 1968—1970, 1975—1976)
- 1-ша збірна всіх зірок захисту НБА (All-Defensive First Team — 1972—1976)
- 2-га збірна всіх зірок захисту НБА (All-Defensive Second Team — 1969—1971)
- Обраний до Баскетбольної зали слави НБА (Naismith Memorial Basketball Hall of Fame — 1984)
- Один з 50 найкращих гравців в історії НБА (1996)
- За ним закріплений номер 17 у «Бостон Селтікс».

## Статистика виступів в НБА
| † | Позначає сезон, в якому Джон Гавлічек ставав чемпіоном НБА |
| * | Лідер ліги                                                 |

### Регулярний сезон
| Сезон              | Команда            | GP    | GS | MPG   | FG%  | 3P% | FT%  | RPG | APG | SPG | BPG | PPG  |
| ------------------ | ------------------ | ----- | -- | ----- | ---- | --- | ---- | --- | --- | --- | --- | ---- |
| 1962–63†           | «Бостон Селтікс»   | 80*   | –  | 27.5  | .445 | –   | .728 | 6.7 | 2.2 |     |     | 14.3 |
| 1963–64†           | «Бостон Селтікс»   | 80    | –  | 32.3  | .417 | –   | .746 | 5.4 | 3.0 |     |     | 19.9 |
| 1964–65†           | «Бостон Селтікс»   | 75    | –  | 28.9  | .401 | –   | .744 | 4.9 | 2.7 |     |     | 18.3 |
| 1965–66†           | «Бостон Селтікс»   | 71    | –  | 30.6  | .399 | –   | .785 | 6.0 | 3.0 |     |     | 18.8 |
| 1966–67            | «Бостон Селтікс»   | 81*   | –  | 32.1  | .444 | –   | .828 | 6.6 | 3.4 |     |     | 21.4 |
| 1967–68†           | «Бостон Селтікс»   | 82    | –  | 35.6  | .429 | –   | .812 | 6.7 | 4.7 |     |     | 20.7 |
| 1968–69†           | «Бостон Селтікс»   | 82    | –  | 38.7  | .405 | –   | .780 | 7.0 | 5.4 |     |     | 21.6 |
| 1969–70            | «Бостон Селтікс»   | 81    | –  | 41.6  | .464 | –   | .844 | 7.8 | 6.8 |     |     | 24.2 |
| 1970–71            | «Бостон Селтікс»   | 81    | –  | 45.4* | .450 | –   | .818 | 9.0 | 7.5 |     |     | 28.9 |
| 1971–72            | «Бостон Селтікс»   | 82    | –  | 45.1* | .458 | –   | .834 | 8.2 | 7.5 |     |     | 27.5 |
| 1972–73            | «Бостон Селтікс»   | 80    | –  | 42.1  | .450 | –   | .858 | 7.1 | 6.6 |     |     | 23.8 |
| 1973–74†           | «Бостон Селтікс»   | 76    | –  | 40.7  | .456 | –   | .832 | 6.4 | 5.9 | 1.3 | .4  | 22.6 |
| 1974–75            | «Бостон Селтікс»   | 82    | –  | 38.2  | .455 | –   | .870 | 5.9 | 5.3 | 1.3 | .2  | 19.2 |
| 1975–76†           | «Бостон Селтікс»   | 76    | –  | 34.2  | .450 | –   | .844 | 4.1 | 3.7 | 1.3 | .4  | 17.0 |
| 1976–77            | «Бостон Селтікс»   | 79    | –  | 36.9  | .452 | –   | .816 | 4.8 | 5.1 | 1.1 | .2  | 17.7 |
| 1977–78            | «Бостон Селтікс»   | 82    | –  | 34.1  | .449 | –   | .855 | 4.0 | 4.0 | 1.1 | .3  | 16.1 |
| Усього за кар'єру  | Усього за кар'єру  | 1,270 | –  | 36.6  | .439 | –   | .815 | 6.3 | 4.8 | 1.2 | .3  | 20.8 |
| В іграх усіх зірок | В іграх усіх зірок | 13    | 10 | 23.3  | .481 | –   | .756 | 3.5 | 2.6 | .3  | .0  | 13.8 |

### Плей-оф
| Сезон             | Команда           | GP  | GS | MPG   | FG%  | 3P% | FT%  | RPG | APG | SPG | BPG | PPG  |
| ----------------- | ----------------- | --- | -- | ----- | ---- | --- | ---- | --- | --- | --- | --- | ---- |
| 1963†             | «Бостон Селтікс»  | 11  | –  | 23.1  | .448 | –   | .667 | 4.8 | 1.5 | –   | –   | 11.8 |
| 1964†             | «Бостон Селтікс»  | 10  | –  | 28.9  | .384 | –   | .795 | 4.3 | 3.2 | –   | –   | 15.7 |
| 1965†             | «Бостон Селтікс»  | 12  | –  | 33.8  | .352 | –   | .836 | 7.3 | 2.4 | –   | –   | 18.5 |
| 1966†             | «Бостон Селтікс»  | 17  | –  | 42.3  | .409 | –   | .841 | 9.1 | 4.1 | –   | –   | 23.6 |
| 1967              | «Бостон Селтікс»  | 9   | –  | 36.7  | .448 | –   | .803 | 8.1 | 3.1 | –   | –   | 27.4 |
| 1968†             | «Бостон Селтікс»  | 19  | –  | 45.4  | .452 | –   | .828 | 8.6 | 7.5 | –   | –   | 25.9 |
| 1969†             | «Бостон Селтікс»  | 18  | –  | 47.2* | .445 | –   | .855 | 9.9 | 5.6 | –   | –   | 25.4 |
| 1972              | «Бостон Селтікс»  | 11  | –  | 47.0* | .460 | –   | .859 | 8.4 | 6.4 | –   | –   | 27.4 |
| 1973              | «Бостон Селтікс»  | 12  | –  | 39.9  | .477 | –   | .824 | 5.2 | 5.4 | –   | –   | 23.8 |
| 1974†             | «Бостон Селтікс»  | 18  | –  | 45.1  | .484 | –   | .881 | 6.4 | 6.0 | 1.3 | .3  | 27.1 |
| 1975              | «Бостон Селтікс»  | 11  | –  | 42.2  | .432 | –   | .868 | 5.2 | 4.6 | 1.5 | .1  | 21.1 |
| 1976†             | «Бостон Селтікс»  | 15  | –  | 33.7  | .444 | –   | .809 | 3.7 | 3.4 | .8  | .3  | 13.2 |
| 1977              | «Бостон Селтікс»  | 9   | –  | 41.7  | .371 | –   | .820 | 5.4 | 6.9 | .9  | .4  | 18.3 |
| Усього за кар'єру | Усього за кар'єру | 172 | –  | 39.9  | .436 | –   | .836 | 6.9 | 4.8 | 1.1 | .3  | 22.0 |